# Live Seventy Nine
Live Seventy Nine è il secondo album dal vivo della space rock band britannica Hawkwind, registrato nel 1979 e pubblicato l'anno successivo.
L'album segna il ritorno del chitarrista Huw Lloyd-Langton e l'entrata del tastierista Tim Blake. È inoltre l'ultimo con Simon King.

## Tracce
1. Shot Down in the Night – 7:39 –  (Swindells)
2. Motorway City – 8:09 –  (Brock)
3. Spirit of the Age – 8:20 –  (Calvert/Brock)
4. Brainstorm – 8:41 –  (Turner)
5. Light House – 6:25 –  (Blake)
6. Master Of The Universe – 4:33 –  (Turner/Brock)
7. Silver Machine (Requiem) – 1:23 –  (Calvert/Brock)

## Formazione
- Dave Brock - chitarra, tastiere, voce
- Huw Lloyd-Langton - chitarra, voce
- Harvey Bainbridge - basso, voce
- Tim Blake - tastiere, voce
- Simon King - batteria